# Митровданска битка 1914.
Митровдаска битка је битка између војске Краљевине Србије и Аустроугарске у Првом светском рату. Вођена је у 8. и 9. новембра 1914. године на десној обали реке Дунав, у близини града Смедерева. Напад аустроугарске 6. ландштурм бригаде под командом генерал-мајора Аугуста Мразека, започео је пребацивањем аустроугарских јединица преко дунава, понтонским чамцима и уз помоћ два пароброда а окончан је успешним противападом коју су извеле јединице браничевског одреда трећег позива под командом потпуковника Светомира Цвијовића, команданта смедеревског одсека одбране и 2. батаљона Вардарског пука који је био стациониран код Петке, североисточно од Пожаревца, под командом мајора Јована Наумовића. 
Битка је завршена победом српске војске која је потиснула аустроугарске трупе на леву обалу Дунава. Српска војска заробила је између 1800 и 2000 аустроугарских војника. Погинуло је око 300 аустроугарских и око 200 српских војника.

## Припрема за битку
Са друге стране реке Дунав, густом шумом прекривена Смедеревска ада била је природна препрека, која је заклањала добар део банатске обале, те је било тешко проценити  шта се на противничкој обали догађало. Посебно је српској војсци недостајао рефлектор за ноћно осветљавање, који је непријатељ поседовао. Осим тога, аустроугарска војска је на располагању имала и авион за извиђање који је узлетао са аеродрома Баваниште, као и осматрачки балон код Ковина. Ноћ је била моћни савезник противника, када су могли несметано да пребацују нове снаге и ратни материјал на Аду, где су већ имали своје утврђене положаје. Међутим, приметно је да српска војно-обавештајна служба није на овом потезу функционисала најбоље, с обзиром на чињеницу да је непријатељ гомилао трупе и припремао напад, а потом је тај напад ухватио српску одбрану неприпремљеном.
Команда аустро-угарских јединица у Банату желела је да изврши додатни притисак на српску војску, која је у то време била окупирана жестоким борбама у дефанзивној фази Колубарске битке, и предложила да војници њених јединица пређу Дунав код Смедерева.  Врховна команда  је са одобравањем поздравила ову „храбру одлуку“, јер се надала да ће успехом ове операције да оствари важну стратешку и психолошку предност. Међутим, како ће се касније испоставити ова исхитрена и трапаво осмишљена, а још слабије изведена авантура аустро-угарских команданата завршила се у потпуном расулу и уз велике жртве. 
У јесен ратне 1914. године за одбрану Смедерева био је задужен Браничевски одред са штабом у Пожаревцу. Смедеревски одсек одбране простирао се од ушћа Велике Мораве до потока Средњак код Орешца на Дунаву, а бранили су га трећепозивци, махом старији од 45 година.

ако ни војници I позива нису имали комплетну униформу, већ су уместо цокула носили опанке, а многи нису ни шињел имали, тек је изглед трећепозиваца указивао на слабо материјално стање у војсци. Ти трећепозивци, популарно називани чиче, били су готово у потпуности одевени у народно одело, а њихова једина војна обележја биле су пушке старијег модела, често без бајонета. Посебно је интересантан опис војника из околине пожаревца који је дао новинар и потоњи управник архива Србије, Милан Стојимировић:
Једина ствар, која је на њима нешто представљала, то је била њихова огромна шубара, док је све остало била сама беда и закрпа. Нико од њих није имао ни пристојан гуњ, а цокуле или чизме није имао апсолутно нико. Њихови опанци су били мизерни, често и од неуштављене и неошурене коже. Они су изгледали тако као да су хтели да покажу да су гола сиротиња и јадна голотиња, а да су дотерани на силу да служе државу у свом руху. 
Са таквим јединицама, у којима су били Чачани, Пожаревљани и Неготинци, организована је одбрана смедеревског одсека са укупном ширином фронта од око 20 км. Одсек се делио на два пододсека, леви од потока Средњак до ушћа реке Језаве и десни од Језаве до ушћа Велике Мораве. Постојале су и три линије одбране. Прва линија била је уз обалу Дунава, где су ровови пратили ток реке, друга се пружала преко потеса Тарабе и Молеровог шанца до Провалије, док су трећу линију одбране чинили ровови на падинама Павлице и артиљеријски положај на Југову.
Несумњиво је да је становништво, поред свакодневних обавеза, време проводило и у ишчекивању непријатељског напада преко Дунава. Међутим, како је већ половина октобра одмакла, међу становницима Смедерева је полако почело да влада уверење да Аустроугари  ништа неће предузети до пролећа наредне године.

## Почетак битке
Другог дана Митровдана, тачније 27. октобра по старом, односно 9. новембра 1914. по новом календару, догодило се оно чега су се Смедеревци прибојавали – искрцавање непријатељске војске на смедеревску обалу Дунава. Непријатељ је постигао ефекат изненађења у потпуности. Аустроугарска 6. ландштурм бригада, чији је командант био генерал-мајор Аугуст Мразек, започела је десант око 2 часа и 30 минута после поноћи. Јуришна група са чамцима била је на смедеревској обали код Расадника већ око 3 часа. У исто време је и непријатељска артиљерија почела да туче простор од Павлице до Карађорђевог брда, дајући тиме подршку пешадији. Српска прва линија одбране је лако пробијена. Превожење додатних снага бродовима и шлеповима отпочело је по сванућу, када је већ био освојен већи мостобран. Из непознатог разлога српска артиљерија уопште није дејствовала, тако да су бродови могли несметано да се крећу.
Штаб браничевског одреда се ипак обратио претпостављеној команди тражећи да се као испомоћ пошаље вод брзометних хаубица или брзометних пољских топова, јер се пушкама и дебанж топовима није могло ометати непријатељево превожење на лађама и шлеповима. До тога ипак није дошло, тако да је пропуштена прилика да се непријатељу нанесу већи губици још при транспорту. Аустроугарске снаге су брзо напредовале, и нешто после 4 часа већ су се нашле пред српском другом линијом одбране, код Молеровог шанца. Напредовање непријатеља је покушао да заустави мајор Каљевић окупивши пешадијски вод, који је био заштита испред артиљеријске батерије, и кренуо у јуриш. Том приликом је погинуо, а губитак Молеровог шанца, важне тачке у одбрани левог пододсека, озбиљно је угрозио одбрану Смедерева. Тада је ситуација по браниоце изгледала готово безнадежно. Становништво је почело да се повлачи ка периферији.
Ипак, како је мајор Каљевић непосредно пре свог јуриша обавестио команданта смедеревског одсека, потпуковника Светомира К. Цвијовића о непријатељском продирању, овај је могао на време да припреми један батаљон и упути га са задатком да поврати изгубљене положаје. Пристигавши пред Молеров шанац, овај батаљон је, тек после два неуспешна јуриша, коначно овај око 13 часова успео да га поврати и ослободи батерију коју је непријатељ заробио при освајању шанца. Српска артиљерија је поново почела да дејствује са овог положаја, што је имало снажан морални ефекат на српске војнике и веома је утицало на даљи ток боја. Ово је био и одлучујући моменат боја, јер је тек тада противнапад могао да почне.

Потпуковник Цвијовић је још раније прегруписао јединице, а у помоћ је пристигао и 2. батаљон Вардарског пука под командом мајора Јована Наумовића, који је био стациониран код Петке, североисточно од Пожаревца. О одличној спреми и кондицији Вардараца најбоље говори податак да су препешачили 32 км за пет сати, и после кратког предаха одмах кренули на јуриш.
О високом борбеном моралу ове јединице оставио је, двадесет година касније на страницама скопског листа Вардар, сведочанство и пуковник Светомир Савић: …Грокот пушака, митраљеза и урлик топова све се више и више чуо, и расположење и готовост старешина и људства све се више и више код Вардараца развијала уколико се полубатаљон приближавао месту части…командант полубатаљона оде да прими заповест, а старешине и људство уз пратњу непријатељске артиљерије и митраљеза отпеваше заклетву „У бој! У Бој!“ од Зајца и посматраше лепу слику оданости и неустрашивости у служби за Краља и отаџбину.
Након доласка појачања, противудар је изведен тако да су аустроугарске снаге потиснуте до Расадника, где је и обављено искрцавање. Српска артиљерија је дејствовала по непријатељској пешадији и пловним објектима ангажованим на одвожењу војника на другу обалу. Аустро-угарске батерије на северној обали нису биле у стању да пружају довољну подршку због недостатка муниције; пешадија, недовољно обучена, ускоро се нашла у великој невољи. Велики број жртава изазван је лошом координацијом и недовољним бројем шлепова за превоз аустро-угарских војника који су се у хаосу повлачили.

## Губици
Број заробљених непријатељских војника износио је преко између 1.800 и чак 2.300, док је погинуло више стотине аустро-угарских војника, подофицира и официра. Међу жртвама била су 4 команданта батаљона. Они су покопани у заједничкој гробници без икаквог обележја, ископаној поред пута који је водио од Смедерева ка селу Удовице. Још већа немарност огледа се у непостојању тачног податка о броју сопствених жртава, којих је по процени истраживача и публицисте потпуковника у пензији Славољуба Штерића било око стотину. Осим тога, све до данас овим изгинулим борцима није постављено пригодно обележје које би чувало сећање на њихову жртву.
Смедеревски бој 9. новембра 1914. године јесте изродио велику победу у тактичком и моралном смислу, па се увелико користила и у пропагандном смислу. Међутим, свака наредна вест увећавала је број погинулих и заробљених непријатељских војника. Ми данас не можемо знати да ли су бројке увећаване из пропагандних разлога или су резултат подробније анализе боја неколико дана касније, када је било могуће да се подаци о броју заробљених тачније утврде. Било како било, трагом ових вести и француске новине су неколико дана након битке известиле, позивајући се на вести из Ниша од 12. новембра, да је јуче (дакле 11. новембра) у Ниш стигло скоро 2.000 „заробљених Аустријанаца“, међу којима је било „осам официра и један пуковник; овај последњи, рањеник, одмах је по свом доласку прослеђен у болницу“. Вест о боју пронела се веома брзо и Смедерево су у наредним данима посећивали дописници најразличитијих агенција и новина како би се уверили о значају победе, па чак и интервјуисали учеснике овог боја. Пијемонт је већ 15. новембра штампао опсежну репортажу коју су преузели од дописника новина Руско Слово. Према његовом извештају заробљено је 2226 војника, 2 пуковника и 16 официра. У боју је страдало „…до 500 војника, а међу њима много официра, један потпуковник и много рањених“. Српске новине Правда у једној вести у којој пописују успехе српске војске навеле су да је код Смедерева 9. новембра „…побијено око 2500 хиљада непријатељских војника а још толико их је заробљено…“.

## Значај битке и последице
Аустро-угарска 6. ландшутрмска бригада је након дебакла у Смедереву повучена са фронта, а распуштена је у пролеће 1916. Без жеље да умањимо значај победе српске војске, требало би да укажемо и на веома важну чињеницу, која је резултат новијих истраживања и потпунијег сагледавања и извора и литературе стране провенијенције, да је велики број погинулих и рањених, те још већи број заробљених аустро-угарских војника последица веома лоше припреме напада, као и веома ниског морала нападача који су махом били регрутовани од чешких резервиста другог и трећег позива, невољних да гину у борби против своје словенске браће. Убрзо након пораза уследила су чак и суђења неким од њих због недовољног залагања у борби.